# Jason Lytle
Jason Lytle (Modesto, California, 26 de marzo de 1969) es un músico estadounidense reconocido por su trabajo en la banda de indie rock Grandaddy entre 1992 y 2005. Desde la separación del grupo continuó su carrera como músico solista y haciendo colaboraciones con otros músicos. Grandaddy volvió a reunirse en 2012 para una serie de shows en vivo.

## Biografía
Lytle nació en Modesto, California y tempranamente desarrolló un gusto por la música que lo llevó a tocar la batería. Su verdadera pasión entonces, sin embargo, fue la patineta. Comenzó exitosamente desarrollarse en ese deporte pero debió abandonarlo por una ligadura de ligamentos. Esto lo llevó a retomar la música, escribir canciones y eventualmente instalar un estudio casero. En 1992 comienza la formación de Grandaddy, con la que desarrolló la parte más destacada de su carrera, que incluyó el lanzamiento de varios discos y giras mundiales.
Después de varios años de gira, Lytle se fatigó del estilo de vida ligado al rock, lo que vinculado a problemas con el consumo de alcohol hizo que grabara la mayor parte del último disco de la banda (Just Like the Fambly Cat) encerrado en su casa, prácticamente sin colaboración del resto de la banda. En diciembre de 2005, seis meses antes su lanzamiento, la banda decide separarse. Las razones incluyen un rechazo al éxito masivo y problemas financieros.
A comienzos de 2006 abandonó su tierra natal, Modesto, y se mudó a Montana. A mediados de ese mismo año comenzó una pequeña gira por Estados Unidos.
El 19 de mayo de 2009 se produjo el lanzamiento de su primer disco solista, Yours Truly, the Commuter.